# Hałuszczyńce
Hałuszczyńce (ukr. Галущинці) – wieś na Ukrainie w rejonie tarnopolskim należącym do obwodu tarnopolskiego.
W 1872 we wsi urodził się Kazimierz Dzierżanowski, późniejszy generał.
W czasach II Rzeczypospolitej w składzie gminy Bogdanówka w powiecie skałackim województwa tarnopolskiego. W 1939 r. wieś liczyła 1800 mieszkańców, w tym 94% Polaków.
W latach 1940–1945 z rąk nacjonalistów ukraińskich z OUN-UPA zginęło w różnych okolicznościach 60 Polaków. Jednak ze względu na silną polską samoobronę bezpośredniego ataku UPA na wioskę nie było.
Po II wojnie światowej tutejszy proboszcz ks. kan. Bronisław Mirecki jako jeden z nielicznych duchownych archidiecezji lwowskiej pozostał na Podolu, przez co kościół w Hałuszczyńcach nie został zamknięty. Ks. Mirecki posługiwał do końca życia i został tam pochowany w 1986 r.
Do 2020 w rejonie podwołoczyskim.

## Zabytki
- kościół pw. Narodzenia św. Jana Chrzciciela, wybudowany w 1868[6]
- cerkiew